# Kotido (stad)
Kotido is de hoofdplaats van het district Kotido in het noorden van Oeganda.
Kotido telde in 2002 bij de volkstelling 13.509 inwoners.
Sinds 1991 is Kotido de zetel van een rooms-katholiek bisdom.